# تومي هودسون
تومي هودسون (بالإنجليزية: Tommy Hodson)‏ هو لاعب كرة قدم أمريكية أمريكي، ولد في 28 يناير 1967 في ماثيوز في الولايات المتحدة.

## وصلات خارجية
- تومي هودسون على موقع مرجع كرة القدم المحترفة.كوم (الإنجليزية)
- تومي هودسون على موقع كلية كرة القدم في سبورتس رفرنس.كوم (الإنجليزية)
- تومي هودسون على موقع قاعة لويزيانا للمشاهير الرياضية (الإنجليزية)